# یالگا
یالگا شهری در شهرستان کونگوسی در استان بام در بورکینافاسوی شمالی است و جمعیت آن ۱۱۶۴ نفر است.